# 198 Ampella
A 198 Ampella a Naprendszer kisbolygóövében található aszteroida. Alphonse Louis Nicolas Borrelly fedezte fel 1879. június 13-án.